# Сова-голконіг мануська
Сова́-голконі́г мануська (Ninox meeki) — вид совоподібних птахів родини совових (Strigidae). Ендемік Папуа Нової Гвінеї.

## Опис
Довжина птахів становить 23—31 см. Самиці є дещо більшими за самців. Лицевий диск рівномірно коричневий, навколо дзьоба ростуть білі щетинки. Верхня частина тіла рудувато-коричнева, махові і стернові пера поцятковані світло-рудуватими смужками. Горло білувате або світло-коричневе. Нижня частина тіла охристо-біла, поцяткована довгими рудувато-коричневими смугами. Райдужки жовті, дзьоб світло-сірий, лапи кремово-жовті. У молодих птахів верхня частина тіла сильно поцяткована білими смугами, а смуги на нижній частині тіла у них більш вузькі.

## Поширення і екологія
Мануські сови-голконоги є ендеміками острова Манус в групі островів Адміралтейства. Вони живуть у вологих тропічних лісах, у вторинних і прибережних заростях та в садах.